# تريفور كيد
تريفور كيد هو لاعب هوكي الجليد كندي، ولد في 29 مارس 1972 في St. Boniface, Winnipeg ‏ في كندا.

## وصلات خارجية
- تريفور كيد على موقع دوري الهوكي الوطني (الإنجليزية)
- تريفور كيد على موقع قاعة مشاهير الهوكي (لاعب أن.إتش.أل) (الإنجليزية)
- تريفور كيد على موقع EliteProspects.com (الإنجليزية)
- تريفور كيد على موقع HockeyDB.com (الإنجليزية)
- تريفور كيد على موقع Hockey-Reference.com (الإنجليزية)
- تريفور كيد على موقع أوليمبيديا (الإنجليزية)